# Abaljanka
Abaljanka (vitryska: Абалянка) är ett vattendrag i Belarus.   Det ligger i voblasten Vitsebsks voblast, i den nordöstra delen av landet, 200 kilometer nordost om huvudstaden Mіnsk.
Omgivningarna runt Abaljanka är en mosaik av jordbruksmark och naturlig växtlighet. Runt Abaljanka är det glesbefolkat, med 16 invånare per kvadratkilometer.